# Tamariu (Palafrugell)

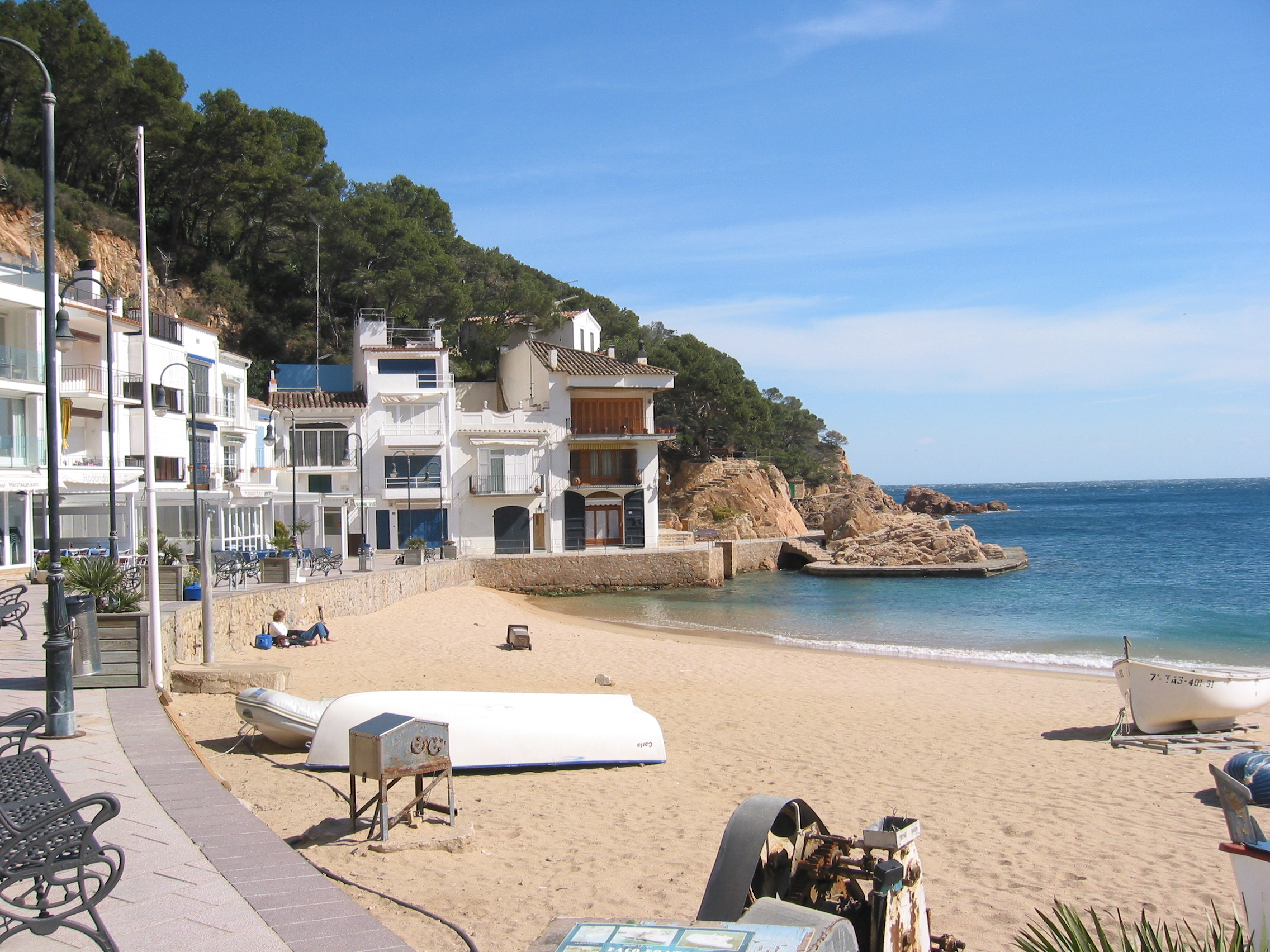
Platja de Tamariu

Tamariu és un poble de la Costa Brava tocant al mar que pertany al municipi de Palafrugell, al Baix Empordà. Segons el cens del 2009, té 292 habitants. Antigament era un nucli de pescadors al voltant de la cala de Tamariu, però a partir dels anys 80, gràcies a l'afluència de turisme a la zona, s'ha convertit en un centre turístic, amb càmpings, diversos hotels i molts apartaments i torres de residència i estiueig. Es caracteritza pels carrers estrets derivats de les primeres cases de pescadors i la posterior urbanització originada per l'arribada del turisme massiu. La platja està formada, principalment, per sorra de gra gruixut i graveta d'ortosa. Tamariu té tres platges: dues de sorra de gra gruixut —la platja dels Lliris i la platja Gran— i una de pedres (Aiguadolça).

## Història
Pere Esteva i Dalmau (Tamariu, 1884–1957), taverner, de sobrenom Pere Patxei, va ser un dels personatges més populars i carismàtics de Tamariu. A la seva taverna, Cal Patxei, un antic salí gairebé al final del passeig del Mar, hi tenien lloc les cantades d'havaneres del grup format per l'Abelardo, el Niño i l'Hermós; i s'hi atenien els pescadors, les colles de Palafrugell i els primers estiuejants.

## Lleure[calcitació]
Les principals activitats de lleure que ofereix el poble són el submarinisme, el club de vela i el lloguer de caiacs. Cada estiu s'hi fan tornejos de voleibol platja al Club Nàutic Tamariu. La zona també té un bosc-parc on els nens poden entretenir-s'hi i passar-hi l'estona. Cada any s'hi fa una regata de patí català i el 2014 es va disputar la primera regata, de modalitat relleus, de pàdel surf organitzada per Montserrat Santos Ferrando.

## Costums i festes locals[calcitació]
El 15 d'agost se celebra la festa major, que inclou una actuació infantil de pallassos, la festa de l'escuma —en què es disparen canons d'escuma sobre el públic (amb música i ball)—, la caça a l'aigua de síndries i pilotes, un concert nocturn i una cantada d'havaneres.

## Camins[calcitació]
Hi ha un camí per arribar al poble més proper, Llafranc, seguint la platja, a la part dreta de la muntanya, anomenat camí de ronda. És una caminada un xic llarga, però agradable, amb platges a mig trajecte on es pot fer una capbussada i relaxar-se. Algunes d'aquestes platges o cales són la Musclera, la cala Pedrosa i el Cau, per ordre de proximitat a Tamariu.

## Extres[calcitació]
Al mateix bosc on hi ha el parc esmentat anteriorment es troba un altar en el qual els diumenges d'estiu s'acostumaven a celebrar misses.

## Restauració[calcitació]
El poble de Tamariu té un passeig marítim que ressegueix la platja i també té una gran riera. Si comencem pel passeig, al final de tot i tocant al centre de busseig, trobem Es Dofí, conegut com a Ca l'Adela per la gent de Tamariu. Després d'aquest, just al costat, trobem el Rodondo, un restaurant semblant a Es Dofí on es pot menjar peix del dia. Al costat d'una gran morera hi ha el restaurant La Morera, de menjar empordanès. També tenim el restaurant El Royal, per poder anar a menjar-hi un bon arròs. Al final del passeig hi ha l'hotel Tamariu, que té el seu propi restaurant —El Clot dels Mussols—, un restaurant amb una cuina més sofisticada.
D'altra banda, hi ha l'esmentada riera, un altre espai on es concentren restaurants. Tenim el bar L'Ona, La Pasta, Can Tonet i El Patxei, restaurant on alguna nit es fan concerts en viu.
Si fugim una mica del centre de Tamariu, cal parlar de dos restaurants més. El primer és a cala Pedrosa i s'hi pot arribar amb cotxe o a peu pel camí de ronda. Aquest restaurant és una petita cabanya on es pot anar a menjar un bon pa amb tomàquet i truita per esmorzar. El segon el trobem a la carretera que ens porta cap a Begur, es diu La Pineda i es caracteritza pel pollastre a l'ast.

## Allotjament[calcitació]
Tamariu només té quatre hotels. L'hotel Hostalillo i l'hotel Tamariu els trobem justament al passeig marítim, davant la platja, i és per això que tenen unes fantàstiques vistes. En un dels carrers que ens porten a la platja trobem un petit d'hotel de dues estrelles, Es Furió, que rep el nom d'unes petites illetes que hi ha a l'est de Tamariu. Si ens allunyem de Tamariu, en direcció a Aigua Xelida i Aiguablava, trobem un petit hotel amb poques habitacions: l'hotel La Caleta.